# Elis Regina
Elis Regina Carvalho Costa (Porto Alegre, 17 de março de 1945 — São Paulo, 19 de janeiro de 1982) foi uma cantora brasileira. Conhecida pela competência vocal, musicalidade e presença de palco, foi aclamada tanto no Brasil quanto internacionalmente, e comparada a cantoras como Ella Fitzgerald, Sarah Vaughan e Billie Holiday. Com os sucessos de Falso Brilhante (1975-1977) e Transversal do Tempo (1978), Elis Regina inovou os espetáculos musicais no país.
Foi a primeira grande artista a surgir dos festivais de música na década de 1960 e descolava-se da estética da Bossa Nova pelo uso de sua extensão vocal e de sua dramaticidade. Inicialmente, seu estilo era influenciado pelos cantores do rádio, especialmente Ângela Maria. Depois de quatro LP's gravados e sem grande sucesso — Viva a Brotolândia (1961), Poema de Amor (1962), Elis Regina (1963), O Bem do Amor (1963) — Elis foi a maior revelação do festival da TV Excelsior em 1965, quando cantou "Arrastão" de Vinícius de Moraes e Edu Lobo. Tal feito lhe garantiria o convite para atuar na televisão e, pouco tempo depois, o título de primeira estrela da canção popular brasileira, quando passou a comandar, ao lado de Jair Rodrigues, um dois mais importantes programas de música popular brasileira, O Fino da Bossa.
Cantou muitos gêneros: da MPB, passou pela bossa nova, samba, rock e jazz. Interpretando canções como "Madalena", "Águas de Março", "Atrás da Porta", "Como Nossos Pais", "O Bêbado e a Equilibrista" e "Querellas do Brasil", registrou momentos de felicidade, amor, tristeza e patriotismo. Ao longo de toda sua carreira, destacou-se por cantar também músicas de artistas, ainda, pouco conhecidos, como Milton Nascimento, Ivan Lins, Belchior, Renato Teixeira, Aldir Blanc, João Bosco, ajudando a lançá-los e a divulgar suas obras, impulsionando-os no cenário musical brasileiro. Entre outras parcerias, são célebres os duetos que teve com Jair Rodrigues, Tom Jobim e Rita Lee. Com seu segundo marido, o pianista César Camargo Mariano, consagrou um longo trabalho de grande criatividade e consistência musical e, em termos técnicos, foi considerada a melhor cantora brasileira. Sua presença artística mais memorável talvez esteja registrada nos álbuns Em Pleno Verão (1970), Elis (1972), Elis (1973), Elis & Tom (1974), Elis (1974), Falso Brilhante (1976), Transversal do Tempo (1978), Essa Mulher (1979), Saudade do Brasil (1980) e Elis (1980). Foi a primeira pessoa a inscrever a própria voz como se fosse um instrumento, na Ordem dos Músicos do Brasil. Em 2013, foi eleita a melhor voz feminina da música brasileira pela Revista Rolling Stone. Elis foi citada também na lista dos maiores artistas da música brasileira, ficando na 14ª posição, sendo a mulher mais bem colocada. Em novembro do mesmo ano estreou um musical em sua homenagem Elis, o musical.
Elis Regina morreu precocemente aos 36 anos, no auge da carreira, causando forte comoção no país e deixando uma vasta obra na música popular brasileira. Embora tenham havido controvérsias e contestações quanto à causa da morte, os exames comprovaram que a causa foi o consumo de cocaína associado a bebida alcoólica, que provocou uma parada cardíaca. Foi casada com Ronaldo Bôscoli, então diretor d'O Fino da Bossa, com quem teve João Marcello Bôscoli (1970); em 1973, casou-se com o pianista César Camargo Mariano, com quem teve mais dois filhos: Pedro Mariano (1975) e Maria Rita (1977).

## Juventude

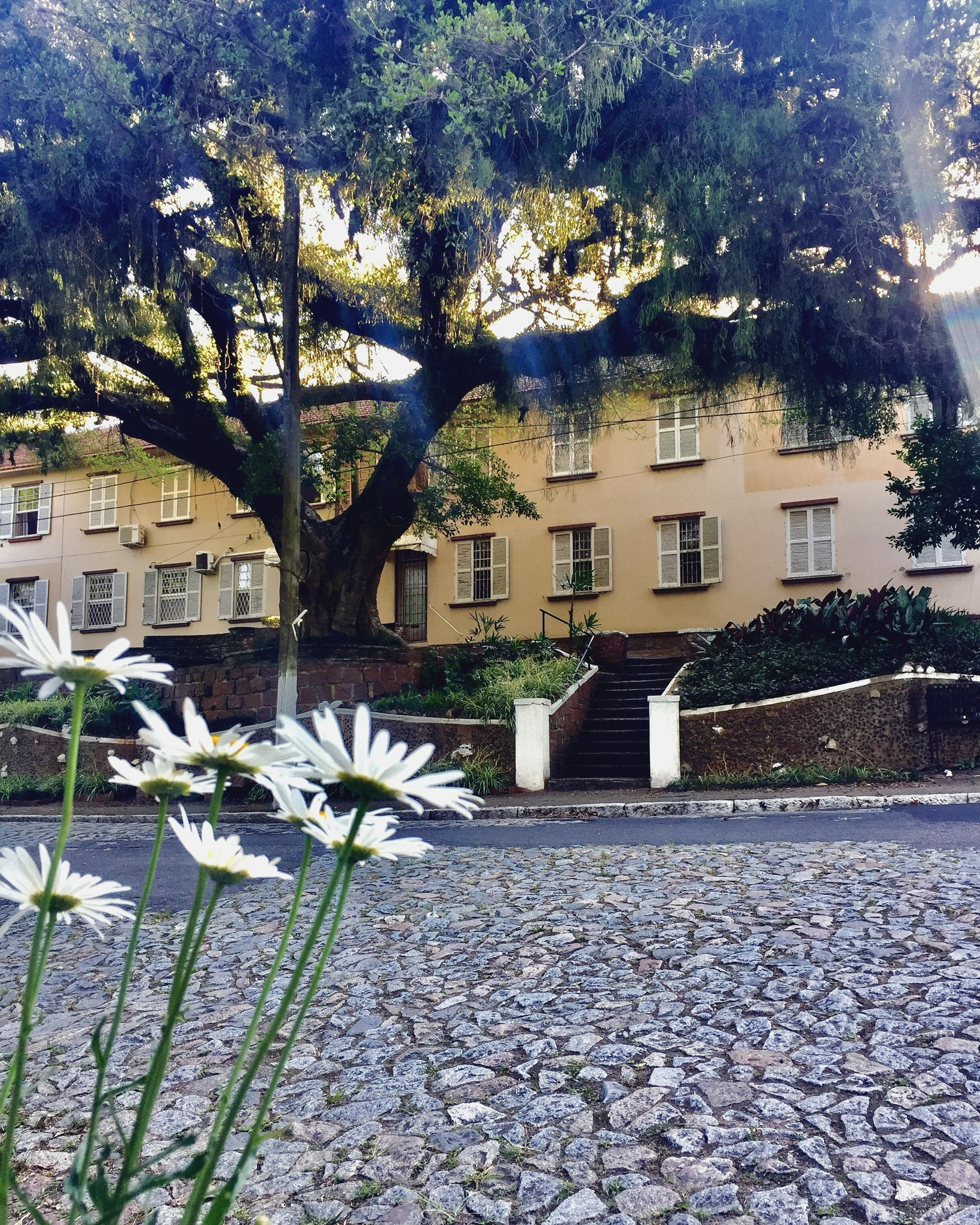
Casa de infância de Elis Regina, na Vila do IAPI, em Porto Alegre.

Filha de Romeu de Oliveira Costa e de Ercy Carvalho, Elis Regina nasceu no Hospital da Beneficência Portuguesa, em Porto Alegre, capital do Rio Grande do Sul. Seu pai tinha ascendência indígena e sua mãe era filha de imigrantes portugueses.
A origem de seu prenome é incerta. Em versão contada pela própria cantora em entrevista, seu nome tem origem no nome de uma personagem de um romance que sua mãe lia na época de seu nascimento: "Miss Elis" (que seria o sobrenome do marido da personagem, na verdade). Romeu tentou batizá-la assim, mas foi impedido sob a argumentação de que Elis Carvalho Costa poderia ser nome tanto de homem quanto de mulher e que deveria haver um nome feminino entre "Elis" e "Carvalho". Lembrando de uma prima sua nascida na semana anterior e batizada como Sandra Regina, Romeu sugeriu então que ela fosse chamada Elis Regina Carvalho Costa, uma vez que Elis Sandra não soava bem aos seus ouvidos. A outra versão diz que seu nome seria uma homenagem à filha dos padrinhos de casamento de seus pais. O Regina apareceu porque a mãe de Elis acreditava que era preciso colocar um nome bíblico nas crianças e que este seria um nome bíblico.
Em Porto Alegre, sua família morava em um apartamento na chamada Vila do IAPI, no bairro Passo d'Areia, na zona norte da cidade. Seu apelido dentro de casa era "Lilica" e, quando ela contava com sete anos de idade, nasceu seu irmão mais novo, Rogério. Durante sua infância e adolescência, Elis estudava o curso normal - que visava formar professoras - no Instituto de Educação General Flores da Cunha. Estudou também no Colégio Estadual Júlio de Castilhos, por breve período, e terminou seus estudos no Instituto Estadual Dom Diogo de Sousa.
Ela foi uma garota muito precoce na música: consta que aos três anos de idade já falava cantando. Nos anos seguintes, começou a aprender os sambas-canção que tocavam no rádio da época, cantados por Emilinha Borba, Cauby Peixoto, Marlene, Francisco Alves e sua paixão, Angela Maria. Aos sete anos, sua mãe a levou à Rádio Farroupilha para participar de um programa de rádio chamado Clube do Guri, apresentado pelo radialista Ari Rego. Antes mesmo do ensaio, a menina entrou em pânico e pediu para voltar para casa. Ela só iria voltar ao programa em 1957, aos doze anos de idade, quando finalmente controlou seu nervosismo e conseguiu cantar. A impressão causada foi tão boa que Elis foi convidada para voltar ao programa nos dias seguintes e passou a fazer parte das crianças que se apresentavam regularmente, de modo amador, sem cachê. A única recompensa era uma caixa de chocolates do patrocinador do programa que recebiam de vez em quando.

## Carreira

### Fase gaúcha
Poucas pessoas sabem quem realmente descobriu Elis. Foi um vendedor da gravadora Continental chamado Wilson Rodrigues Poso, que a ouviu cantando menina, aos quinze anos, em Porto Alegre. Ele sugeriu à Continental que a contratasse, e em 1962 saiu o disco dela. Levei Elis ao meu programa, fui o primeiro a tocar seu disco no rádio. Naquele dia eu disse: Menina, você vai ser a maior cantora do Brasil. Está gravado.

O radialista Walter Silva declarando como a cantora foi descoberta.
Em 1º de dezembro de 1958, com 13 anos, iniciou a sua carreira profissional, contratada por Maurício Sirotsky Sobrinho para a Rádio Gaúcha, passando a ser chamada de "a estrelinha da Rádio Gaúcha". Nesse mesmo ano, foi eleita a "Melhor Cantora do Rádio Gaúcho" de 1958, em concurso realizado pela Revista de TV, Cinema, Teatro, Televisão e Artes, com apoio da sucursal gaúcha da Revista do Rádio, com sede no Rio de Janeiro. Além da sua atuação profissional em rádio - e na TV Gaúcha a partir de 1962 - Elis Regina também cantava em boates atuando como "crooner" nos chamados "conjuntos melódicos" de Porto Alegre, como o de Norberto Baldauf e o Flamboyant.
Em 1961, Wilson Rodrigues Poso, um simples gerente comercial do selo Continental - pertencente à gravadora GEL, estava de passagem por Porto Alegre quando foi avisado por um de seus amigos radialistas, Glênio Reis, que a rádio em que ele trabalhava contava com um novo talento que deixaria Wilson abismado. O gerente comercial não tinha autonomia para contratar artistas - isto era trabalho do diretor artístico, mas ficou com medo de perder a cantora para a concorrência e, então, ofereceu um contrato padrão para dois discos aos pais de Elis: sem cachê, mas com divisão dos resultados das vendas - o que barateava a operação da gravadora. Ao voltar ao Rio de Janeiro, precisou convencer Nazareno de Brito, o diretor artístico do selo Continental. O executivo foi convencido ao ouvir a menina cantar, mas vaticinou: ela precisava trocar de repertório. Aqueles sambas-canção de cantora de vozeirão eram datados. A moda era cantar rocks, como Celly Campello. Logo, Carlos Imperial - então radialista de programas de rock - foi chamado para produzir o álbum de estreia da cantora.
Assim, naquele ano, viajou ao Rio de Janeiro, onde gravou o seu primeiro disco, Viva a Brotolândia. O álbum procurou repaginar a sua imagem como uma cantora de rock, "para a juventude". Apesar da divulgação - Elis participou de programas de rádio e o álbum chegou a receber críticas na imprensa, o disco encontrou vendas decepcionantes. Assim, no ano seguinte, a gravadora resolveu trocar o seu produtor para Diogo Mulero - da dupla sertaneja Palmeira & Piraci - e novamente modificar o repertório da cantora que agora passaria a interpretar boleros: buscava-se transformá-la em uma cantora popular. Então, saiu o seu segundo disco, Poema de Amor, e as vendas continuaram decepcionantes. Sem contrato de gravação - que havia sido cumprido com o lançamento do segundo disco, Elis continuou com seu emprego na Rádio Gaúcha. Então, em 1963, um novo representante de uma gravadora foi procurar a família. Dessa vez, era Airton dos Anjos, representante da Discos CBS. Foi proposto um contrato muito parecido com o primeiro: dois discos que seriam lançados naquele ano, sem cachê. E lá foi Elis para o Rio de Janeiro novamente, gravar o seu terceiro LP. Para os dois novos discos, o produtor foi Astor Silva, que resolveu tentar transformá-la em uma cantora de sambas e versões popularescas. Assim, foram lançados Ellis Regina e O Bem do Amor, novamente com vendas baixas.
De volta a Porto Alegre mais uma vez, Elis continuou trabalhando na rádio e fazendo apresentações esporádicas pelo sul do país. No final de 1963, Airton dos Anjos arranjou a sua participação em um show coletivo no Teatro Álvaro de Carvalho, em Florianópolis. Na tarde do dia da apresentação, ele descobriu que Armando Pittigliani, o produtor do maior selo do país, encontrava-se em férias na cidade. Sendo assim, Airton foi atrás de Armando e convenceu-o a ir ao show escutar Elis Regina. O produtor ouviu a cantora e, durante o intervalo da apresentação, foi aos bastidores falar com ela. Perguntou-lhe porque ela cantava aquelas versões e não música brasileira. Elis disse que adorava música brasileira, mas que haviam lhe dito que não se vendia discos com aquilo. Assim, Armando convenceu-a a cantar "Chão de Estrelas" na sequência do show. Ao fim do espetáculo, ele deu-lhe o seu cartão e disse: "procure-me após fevereiro". Ao voltar para casa, a cantora contou a sua família do encontro e seu pai decidiu que era hora de ela mudar-se definitivamente para o Rio de Janeiro, onde estava praticamente toda a indústria fonográfica nacional.

### O início no Rio
Elis chegou ao Rio exatamente na manhã do dia 31 de março de 1964, isto é, no dia do golpe de 1964. Com sua experiência no rádio no Rio Grande do Sul, Elis conseguiu rapidamente um emprego na TV Rio para participar dos programas Noites de Gala e A Escolinha do Edinho Gordo através do diretor musical da Tv, Cícero de Carvalho, quem a encaminhou a estes programas. O primeiro era um programa comandado por Ciro Monteiro no qual Elis fazia apresentações musicais. Eles se tornariam grandes amigos, com Ciro Monteiro sendo uma das pessoas que chamavam a cantora por seu apelido de casa, "Lilica". O último programa era um humorístico cujo formato já havia sido utilizado antes e que ficaria celebrizado anos depois com a Escolinha do Professor Raimundo, de Chico Anysio. Nele, a cantora gaúcha fazia uma das alunas, contracenando com Marly Tavares, Evelyn Rios, Wilson Simonal, Rosinda Rosa, Jorge Ben e o Trio Irakitan. Mais do que a experiência adquirida, sua passagem na Tv Rio, pelas mãos do Cícero, serviu também para fazer contatos, como os já citados, além de Orlandivo e, principalmente, Dom Um Romão.. Os dois. grandes amigos de Cícero de Carvalho.
Ainda no primeiro semestre de 1964, Elis fez um teste para ser a cantora na gravação em disco do espetáculo Pobre Menina Rica, composto por canções de Carlos Lyra e Vinicius de Moraes. O show havia sido um dos sucessos tardios da bossa nova no ano anterior, quando havia ficado em cartaz com Lyra e Vinicius tocando as canções cantadas pela então estreante Nara Leão na boate Au Bon Gourmet, com direção de Aloysio de Oliveira. Nara não participaria da gravação do disco por estar envolvida com o Show Opinião e o disco contaria com novos arranjos de Tom Jobim. No teste, Carlos Lyra ficou surpreso pela postura de Tom que não aprovou a cantora. No final, o disco acabou saindo com os vocais de Dulce Nunes - mulher do maestro Bené Nunes - e sem os arranjos de Tom.

### O Beco das Garrafas
As aparições de Elis na TV Rio, embora não rendessem cachês significativos, dariam retorno à cantora de outro modo: Elis aparecia para um público maior, já que ainda não estava fazendo shows na capital fluminense. Foi assim que Elis foi ouvida pelos produtores e jornalistas Renato Sérgio e Roberto Jorge. Eles foram os produtores do primeiro show de Elis no Rio, que aconteceu no Bottle's, uma boate que fazia parte do que se chamava de Beco das Garrafas. Após conseguirem o contato de Elis, explicaram a ela o que tinham em mente: um espetáculo com ela cantando samba jazz, acompanhada pelo Copa Trio - formado por Dom Salvador, no piano; Miguel Gusmão, no contrabaixo; e Dom Um Romão, na bateria, e com uma música de abertura feita por Edu Lobo. Além dos já citados, o show contaria com Sônia Müller, como mestre de cerimônias, e a iluminação ficaria a cargo de José Luiz de Oliveira. Entretanto, nos ensaios, eles perceberam que Elis tinha um grave problema de presença de palco. Para resolver este problema, recrutaram a ajuda de Lennie Dale, coreógrafo que, desde 1960, vivia entre os Estados Unidos e o Rio de Janeiro e frequentava o Beco. Foi com ele que Elis aprendeu a mexer os braços como se estivesse nadando no ar, ou como as hélices de um helicóptero.
Assim, estreou Elis com o show chamado "Sosifor Agora" que foi um sucesso de público no bar, embora sua capacidade não fosse muito grande. No quinto final de semana da temporada, Elis faltou ao show sem avisar os produtores - para realizar outro show em São Paulo - e a briga subsequente encerrou a temporada de shows de Elis no Bottle's. Entretanto, a briga e o fim da temporada naquele bar abriu a oportunidade para os produtores de shows no bar vizinho - o Little Club - buscarem contratar a cantora gaúcha para um show lá. Assim, Miele e Bôscoli produziram, na sequência, um novo show para Elis no Beco, negociando uma participação maior no couvert artístico para a cantora. O show contava com a participação da bailarina Marly Tavares, do pandeirista e humorista Gaguinho, e do conjunto Bossa Três. No repertório estavam "Preciso Aprender a Ser Só", de Marcos Valle e Paulo Sérgio Valle, e "Menino das Laranjas", de Théo de Barros. Mas, assim como no show anterior, a cantora começou a faltar a suas apresentações para fazer shows em outras praças, o que levou a outra briga e, novamente, ao cancelamento da temporada. Elis nunca mais se apresentaria no Beco e o lugar começaria a entrar em declínio nos anos seguintes.
Enquanto deveria estar se apresentando no Beco das Garrafas, Elis cumpria atribulada agenda de shows por São Paulo. Iniciou participando de uma temporada de shows a partir de 5 de agosto daquele ano na boate Djalma's, de Djalma Ferreira. No fim do mês, em 31 de agosto, foi convidada para participar do show Boa Bossa, promovido pela Associação de Moças da Colônia Sírio-libanesa no então Teatro Paramount, juntamente com o Sambalanço Trio, Johnny Alf e Agostinho dos Santos. Foi assim que conheceu Walter Silva, o produtor deste show. Na sequência, participa do show Primavera Eduardo É Festival de Bossa Nova, que aconteceu no Teatro de Arena e teve produção de seu então namorado, Solano Ribeiro. Após, participou do espetáculo O Remédio É Bossa, produzido por Walter para os estudantes da Escola Paulista de Medicina, em 26 de outubro. Nesta apresentação, ficou marcada a sua performance junto a Marcos Valle da canção "Terra de Ninguém". O último show foi o Primeiro Denti-Samba, promovido pelos estudantes da Faculdade de Odontologia da USP e produzido, novamente, por Walter Silva. Aqui, Elis cantou acompanhada pelo Copa Trio e, no programa, estavam, também, Walter Santos, Pery Ribeiro, Geraldo Vandré, Oscar Castro-Neves, Paulinho Nogueira, Alaíde Costa e o Zimbo Trio. Com essa guinada paulistana que sua carreira estava dando, em fevereiro de 1965 Elis muda-se para a capital paulista com sua família.

### A Era dos festivais eO Fino da Bossa

Elis em 1965 repete os movimentos cênicos de sua performance da canção "Arrastão", a grande impulsionadora de sua carreira, vencedora do I Festival de Música Popular Brasileira na TV Excelsior.

Um ano glorioso, que ainda traria a proposta de apresentar o programa O Fino da Bossa, ao lado de Jair Rodrigues. O programa, gravado a partir dos espetáculos e dirigido por Walter Silva, ficou no ar até 1967 (TV Record, Canal 7, SP) e originou três discos de grande sucesso: um deles, Dois na Bossa, foi o primeiro disco brasileiro a vender um milhão de cópias. Seria dela agora o maior cachê do show business.
Em 1965, interpretou a canção Arrastão, de Edu Lobo e Vinícius de Moraes, que venceu o I Festival de Música Popular Brasileira na TV Excelsior, na ocasião também foi premiada com o troféu Berimbau de Ouro de melhor intérprete. Nesta época, compõe sua primeira e única música - "Triste Amor Que Vai Morrer" - em parceria com o jornalista e radialista Walter Silva e que seria gravada, de forma instrumental, apenas por Toquinho, em 1966.
Um dos grandes sucessos dessa época e ao longo de toda a carreira de Elis Regina foi a canção Upa neguinho, de Edu Lobo e Gianfrancesco Guarnieri, que fez parte do musical Arena conta Zumbi, dirigido por Augusto Boal, em 1965. A canção apareceu no LP O Dois na Bossa 2, lançado em 1966 e gravado ao vivo no programa O Fino da Bossa, na TV Record. Sendo uma artista recordista de vendagens pela gravadora Philips cantou no Mercado Internacional de Discos e Edições Musicais (MIDEM), em Cannes, em janeiro de 1968, quando começou a direcionar sua carreira para o reconhecimento também no exterior. Em 1969 gravou e lançou no exterior dois LPs: um com o gaitista belga Toots Thielemans, em Estocolmo, e Elis in London.

### Anos de glória

Cartaz divulgando Elis Regina no Olympia, a mais antiga sala de espetáculos de Paris, 1968.

Elis e Jair Rodrigues em maio de 1972, seu companheiro musical de sucesso do programa O Fino da Bossa e em três LPs ao vivo.

Durante os anos 1970, aprimorou constantemente a técnica e domínio vocal, registrando em discos de grande qualidade técnica parte do melhor da sua geração de músicos. Patrocinado pela Philips na mostra Phono 73, com vários outros artistas, deparou-se com uma plateia fria e indiferente, distância quebrada com a calorosa apresentação de Caetano Veloso: Respeitem a maior cantora desta terra. Em julho lançou Elis (1973). Em 1974, gravou com Antônio Carlos Jobim, o álbum Elis & Tom (1974), considerado um dos melhores LP's da história da música popular brasileira.
Em 1975, com o espetáculo Falso Brilhante, dirigido por Myriam Muniz, que mais tarde originou um disco homônimo, atinge enorme sucesso, ficando mais de um ano em cartaz e realizando quase 300 apresentações. Lendário, tornou-se um dos mais bem sucedidos espetáculos da história da música nacional e um marco definitivo da carreira. Ainda teve grande êxito com o espetáculo Transversal do Tempo, em 1978, de um clima extremamente político e tenso; o Essa Mulher em 1979, direção de Oswaldo Mendes, que estreou no Anhembi em São Paulo e excursionou pelo Brasil no lançamento do disco homônimo; o Saudades do Brasil, em 1980, sucesso de crítica e público pela originalidade, tanto nas canções quanto nos números com dançarinos amadores, direção de Ademar Guerra e coreografia de Márika Gidali (Ballet Stagium); e finalmente o último espetáculo, Trem Azul, em 1981, direção de Fernando Faro.[carece de fontes?]

### Anos de chumbo
Elis Regina criticou muitas vezes a ditadura brasileira, nos difíceis Anos de chumbo, quando muitos músicos foram perseguidos e exilados. A crítica tornava-se pública em meio às declarações ou nas canções que interpretava. Em entrevista, no ano de 1969, teria afirmado que o Brasil era governado por gorilas. A popularidade a manteve fora da prisão, mas foi obrigada pelas autoridades a cantar o Hino Nacional durante um espetáculo em um estádio, fato que despertou a ira da esquerda brasileira.

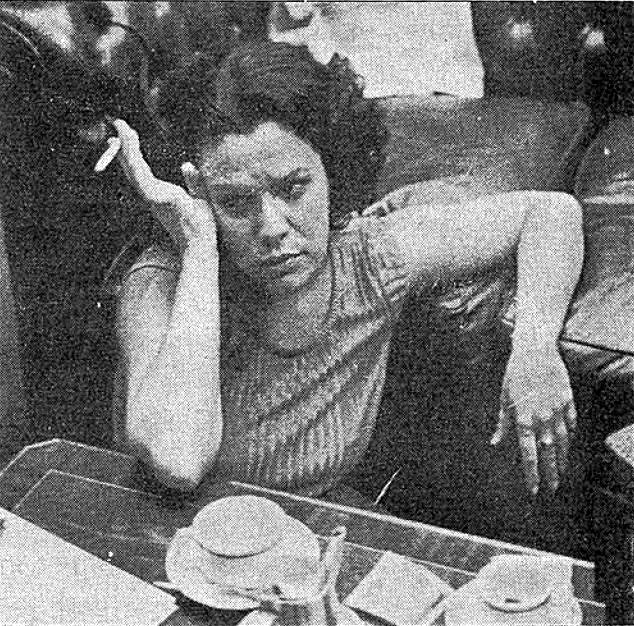
Elis em dezembro de 1979, durante uma entrevista com Claudio Kleiman à Revista Expreso Imaginario, em Buenos Aires.

Sempre engajada politicamente, Elis participou de uma série de movimentos de renovação política e cultural brasileira, com voz ativa da campanha pela Anistia de exilados brasileiros. O despertar de uma postura artística engajada e com excelente repercussão acompanharia toda a carreira, sendo enfatizada por interpretações consagradas de O Bêbado e a Equilibrista (João Bosco e Aldir Blanc), a qual vibrava como o hino da anistia. A canção coroou a volta de personalidades brasileiras do exílio, a partir de 1979. Um deles, citado na canção, era o irmão do Henfil, o Betinho, importante sociólogo brasileiro.[carece de fontes?]
Outra questão importante se refere ao direito dos músicos brasileiros, polêmica que Elis encabeçou, participando de muitas reuniões em Brasília. Além disso, foi presidente da Assim, Associação de Intérpretes e de Músicos.[carece de fontes?]
Em 1981, filiou-se ao Partido dos Trabalhadores.

## Estilo musical
O estilo musical interpretado ao longo da carreira percorria assim o "fino da bossa nova", firmando-se como uma das maiores referências vocais deste gênero. Aos poucos, o estilo MPB, pautado por um hibridismo ainda mais urbano e 'popularesco' que a bossa nova, distanciando-se das raízes do jazz americano, seria mais um estilo explorado. Já no samba consagrou Tiro ao Álvaro e Iracema (Adoniran Barbosa), entre outros. Notabilizou-se pela uniformidade vocal, primazia técnica e uma afinação a toda prova. Seu registro vocal pode ser definido como meio-soprano.

Fagner, Ronaldo Boscoli, Luiz Carlos Miele e Elis Regina.

A antológica interpretação de Arrastão (Edu Lobo e Vinícius de Moraes), no 1.º Festival de Música Popular Brasileira, escreveu um novo capítulo na história da música brasileira, inaugurando a MPB e apresentando uma Elis ousada. Essa interpretação, da qual se tem registro audiovisual na íntegra, foi comentada pelo músico Bob Dylan em seu programa de rádio Theme Time Radio Four no episódio 64, "Travelling around the world part 1", no qual, a partir dos 40 minutos de programa, Dylan ressalta a interpretação de Elis Regina, a "little pepper" ("pimentinha" em inglês), que termina cantando em lágrimas. Uma interpretação inesquecível, encenada pouco depois de completar apenas vinte anos de idade. Ainda em 1965, no dia 10 de abril, foi agraciada com o Troféu Roquette Pinto de Melhor cantora do ano.
Os trejeitos cênicos que Elis utilizava ao interpretar na década 1960, balançando os braços, renderiam para ela o apelido de "Elis-cóptero" ou "Hélice Regina", dados por Rita Lee, e que se somaram ao "pimentinha", dado por Vinícius de Moraes.
Fã incondicional de Ângela Maria, a quem prestou várias homenagens, Elis impulsionava uma carreira não menos gloriosa, possibilitando o lançamento do quinto LP individual, Samba eu canto assim (CBD, selo Philips). Pioneira, em 1966 lançou o selo Artistas, registrando o primeiro disco independente produzido no Brasil, intitulado Viva o Festival da Música Popular Brasileira, gravado durante o festival. Apesar da dificuldade em atribuir pioneirismos (que costumam durar até o aparecimento de novas pesquisas), costuma ser atribuído a Cornélio Pires o pioneirismo na gravação e divulgação de música independente no Brasil, pois em 1929 ele financiou o custo dos discos da "Turma Caipira Cornélio Pires". O selo (ou etiqueta, como era chamado na época) Artistas Unidos foi lançado pela fábrica de discos Rozenblit, sediada em Recife, e que já tinha um selo de sucesso desde os anos 1950, o Mocambo. Foi Elis quem também lançou boa parte dos compositores até então desconhecidos, como Milton Nascimento, Renato Teixeira, Tim Maia, Gilberto Gil, João Bosco e Aldir Blanc, Sueli Costa, entre outros. Um dos grandes admiradores, Milton Nascimento, a elegeu musa inspiradora e a ela dedicou inúmeras composições.

## Vida pessoal

### Relacionamentos

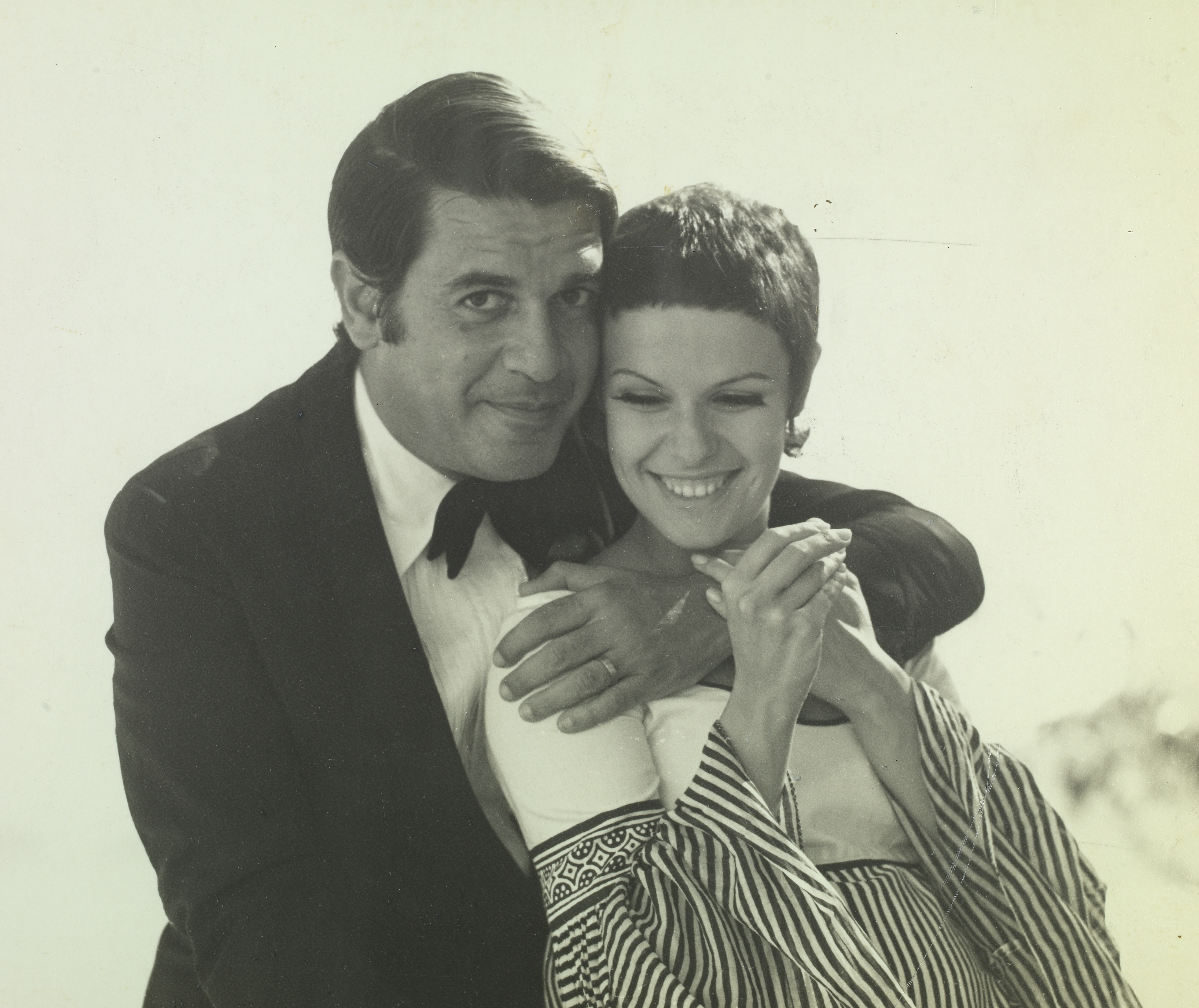
Ronaldo Bôscoli e Elis Regina, 1970

Em 1964, Elis namorou rapidamente Edu Lobo antes de conhecer Solano Ribeiro, produtor musical que viria a ficar conhecido no ano seguinte por ter idealizado e produzido o primeiro Festival de Música Popular Brasileira, na TV Excelsior. Eles se conheceram enquanto Elis se apresentava no Beco das Garrafas e o relacionamento sofreu com a agenda conturbada de ambos que se encontravam, praticamente, apenas em aeroportos. Mesmo assim, chegaram a ficar noivos. Entretanto, o término deu-se quando Solano recebeu um telefonema de uma amiga de Elis avisando que ela não estava bem. O produtor foi ao encontro delas em um hotel na avenida São João e, chegando lá, descobriu que Elis tinha realizado um aborto, sem consultá-lo.
Elis Regina é mãe de João Marcello Bôscoli (n. 1970), filho do seu primeiro casamento com o músico Ronaldo Bôscoli (1928-1994), e de Pedro Camargo Mariano (n. 1975) e Maria Rita (n. 1977), filhos de seu segundo marido, o pianista César Camargo Mariano (n. 1943).

### Morte
Elis morreu na manhã de 19 de janeiro de 1982, aos 36 anos, em circunstâncias trágicas. Sob grande comoção popular, o velório foi realizado no Teatro Bandeirantes no centro de São Paulo. Depois o cortejo seguiu pelas ruas da cidade em uma viatura do Corpo de Bombeiros levando o corpo da artista até o Cemitério do Morumbi, na zona sul da capital, sendo acompanhado por cerca de quinze mil pessoas.
O laudo médico atestou que a morte da cantora foi em decorrência "de intoxicação exógena, causada por agente químico - cocaína mais álcool etílico". Na noite anterior, Elis e seu namorado, o advogado Samuel MacDowell receberam amigos no apartamento dela em São Paulo. Os convidados foram embora por volta das 21h e Samuel ainda permaneceu por mais algumas horas. Pela manhã, ambos falavam por telefone e ele notou que Elis passou a falar com "voz meio pastosa", balbuciando as palavras, e depois ficou em silêncio. Decidiu então ir até o apartamento, a encontrando caída no chão. Depois de aguardar uma ambulância, que demorava a chegar, resolveu chamar um táxi e a levou para o Hospital das Clínicas de São Paulo. Segundo a biografia Elis Regina - Nada Será Como Antes, escrita por Julio Maria, Samuel tentou reavivá-la, mas a demora de mais de uma hora aguardando a ambulância foi decisiva para a morte. Segundo o livro, a médica responsável pelo primeiro atendimento declarou que "os sinais mostravam que a cantora havia chegado aos seus cuidados tarde demais".

O laudo diz 'mistura de álcool e cocaína'. Se mistura de álcool e cocaína matasse, 80% dos artistas da MPB estariam mortos. Por isso digo que foi acidente. Alguma coisa, que só Deus sabe, deu errado ali.

Nelson Motta, em entrevista à revista Quem
O produtor musical Nelson Motta, amigo de Elis, afirmou em uma entrevista à revista Quem que houve uma fatalidade, e que ela morreu por acidente, de parada cardíaca. Segundo ele, Elis não era uma pessoa que vivesse drogada, que corresse o risco de uma overdose por isso, "bebia pouco, tendo fumado uns baseados no começo dos anos 1970".
O laudo da causa da morte foi elaborado por José Luiz Lourenço e Chibly Hadad, sendo o diretor do IML Harry Shibata, médico conhecido por ter assinado, sete anos antes, o controverso laudo atestando como "suicídio" a causa da morte do jornalista Vladimir Herzog, que havia sido preso durante a ditadura militar e foi encontrado morto em sua cela. Essas polêmicas envolvendo Shibata e o fato de Elis não ter histórico de abuso de drogas, levaram familiares e amigos da cantora a contestarem o laudo. O caso foi investigado pelo 4º Departamento da Polícia Civil. Na época, os policiais estranharam a ingestão de cocaína pela boca, porém receberam uma denúncia anônima afirmando que Elis era viciada há cerca de seis meses. Um mês depois da morte, o promotor pediu o arquivamento do inquérito.

## Legado e homenagens

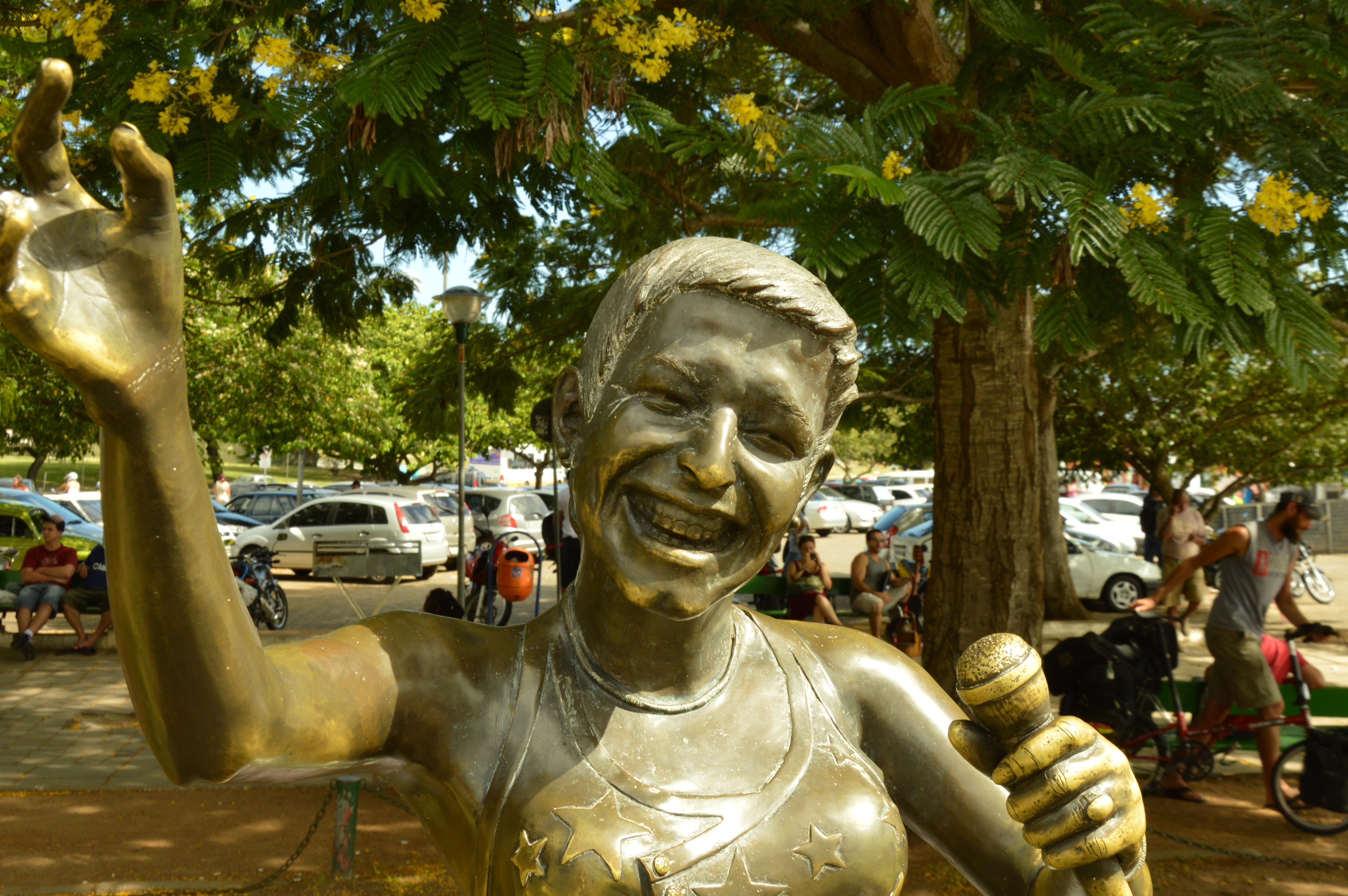
Uma estátua de Elis Regina, na Usina do Gasômetro, cidade de Porto Alegre.

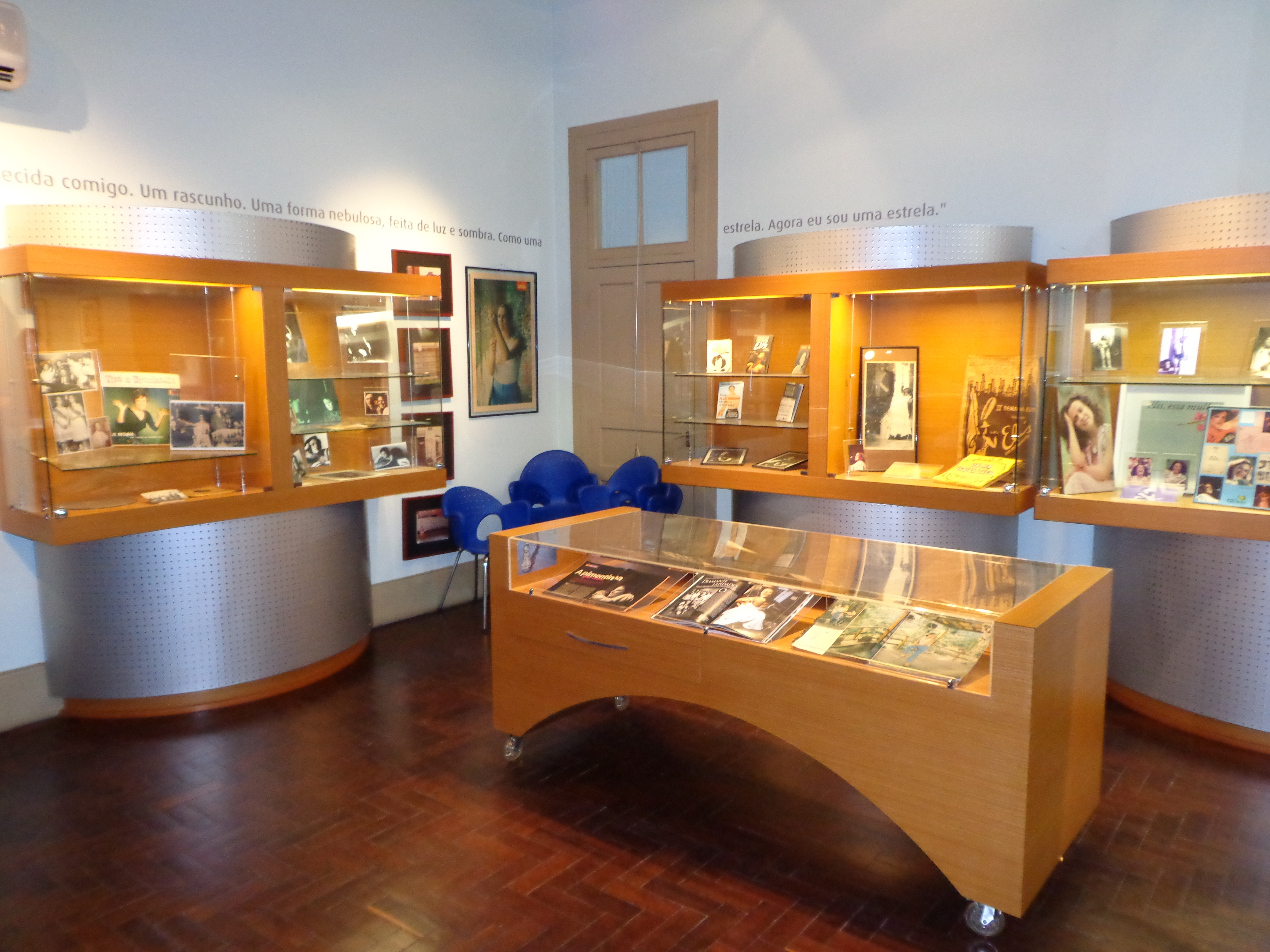
Acervo Elis Regina, na Casa de Cultura Mario Quintana.

A 18 de agosto de 1997, foi agraciada, a título póstumo, com o grau de Comendador da Ordem do Infante D. Henrique, de Portugal.
Em 22 de setembro de 2005, inaugurou-se na Casa de Cultura Mario Quintana, em Porto Alegre, um espaço memorial para abrigar o Acervo Elis Regina. Trata-se de uma coleção de fotografias, artigos, objetos, discos e outros tipos de materiais relacionados com a vida e a obra da cantora, tendo sido doado por fãs, jornalistas e amigos pessoais de Elis.
Em 2013, foi estreado a peça de teatro Elis, A Musical, pela produtora Aventura. Em 2015, Elis Regina foi a grande homenageada da Escola de Samba Vai-Vai, com o enredo "Simplesmente Elis - A Fábula de Uma Voz na Transversal do Tempo", tendo a escola paulistana ganhado seu décimo quinto título com o enredo. Em 2016, foi lançado o filme Elis, tendo Andreia Horta como intérprete da cantora. Em 2019, foi lançada a minissérie Elis - Viver é melhor que sonhar, transmitida pela TV Globo.
Como parte das comemorações dos 237 anos de Porto Alegre, em 26 de março de 2009 foi inaugurada ao lado do Centro Cultural Usina do Gasômetro uma estátua de bronze da cantora. A obra, produzida pelo artista plástico José Pereira Passos, é apoiada sobre uma base em granito que lembra um LP, adornado com estrelas de metal.

## Prêmios e indicações

### Troféu Imprensa
| Ano  | Categoria      | Indicação   | Resultado | Ref.          |
| ---- | -------------- | ----------- | --------- | ------------- |
| 1966 | Melhor Cantora | Elis Regina | Venceu    | [ 88 ]        |
| 1967 | Melhor Cantora | Elis Regina | Venceu    | [ 88 ]        |
| 1968 | Melhor Cantora | Elis Regina | Venceu    | [ 88 ] [ 89 ] |
| 1969 | Melhor Cantora | Elis Regina | Venceu    |               |
| 1970 | Melhor Cantora | Elis Regina | Indicado  |               |
| 1971 | Melhor Cantora | Elis Regina | Venceu    |               |
| 1974 | Melhor Cantora | Elis Regina | Indicado  |               |
| 1976 | Melhor Cantora | Elis Regina | Indicado  |               |

### Troféu APCA
| Ano  | Categoria                        | Indicação   | Resultado | Ref. |
| ---- | -------------------------------- | ----------- | --------- | ---- |
| 1973 | Melhor Cantora de Música Popular | Elis Regina | Venceu    |      |